# عامر الخوذيري
عامر بن خميس بن محمد الخوذيري معلق رياضي عماني، يعمل بشبكة قنوات بي إن سبورتس.

## نشأته
ولد عامر الخوذيري في (30 يناير 1992) بولاية جعلان بني بو علي بمحافظة جنوب الشرقية بسلطنة عمان.

## تعليمه
التحق بمدرسة السلطان قابوس بولاية جعلان بني بو علي ليكمل تعليمه الأول، بعدها أكمل دراسته الجامعية بكلية كالدونيان الهندسية في العاصمة مسقط في تخصص الهندسة المدنية.

## سجله الوظيفي
عمل عامر الخوذيري معلقاً رياضياً في قناة عُمان الرّياضيّة في تلفزيون سلطنة عُمان لمدة ثلاث سنوات قبل انتقاله للعمل بشبكة قنوات بي ان سبورتس في مطلع سبتمبر من عام 2017.

## أعماله
قام بالتعليق على أهم البطولات والدوريات العالمية في قنوات بي إن سبورتس أهمها بطولة الدوري الإنجليزي والدوري الإسباني والدوري الإيطالي والدوري الألماني وكذلك الدوري الفرنسي وغيرها من الدوريات الأوروبية الشهيرة، كما قام بالتعليق على أبرز المسابقات الأوروبية والدولية كبطولة دوري أبطال أوروبا وكذلك دوري الأمم الأوروبية كذلك علق على الكثير من المباريات في مختلف المسابقات الآسيوية منها بطولة كأس الامم الآسيوية دوري أبطال آسيا وكأس الاتحاد الآسيوي.